# John Millen (Politiker)

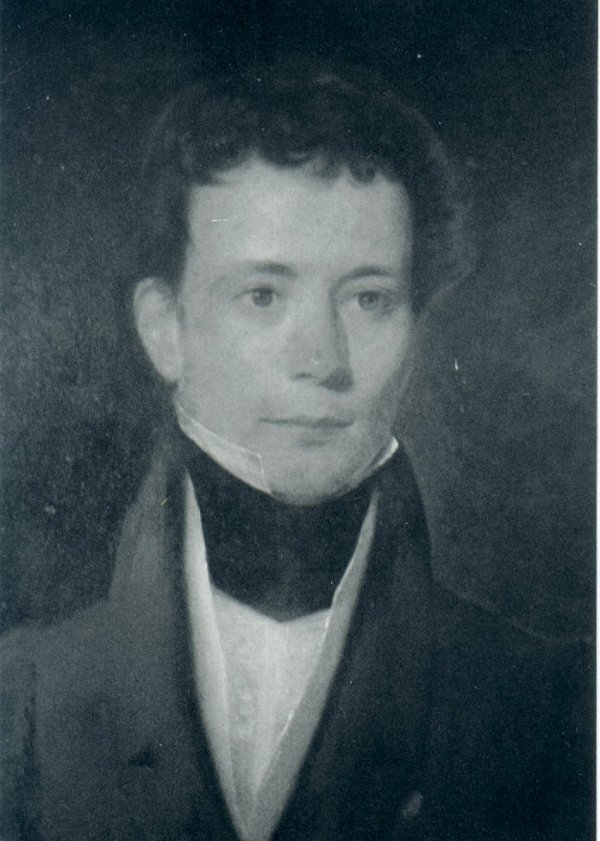
John Millen

John Millen (*  1804 in Savannah, Georgia; † 15. Oktober 1843 ebenda) war ein US-amerikanischer Politiker. Im Jahr 1843 vertrat er den Bundesstaat Georgia im US-Repräsentantenhaus.

## Werdegang
Das genaue Geburtsdatum von John Millen ist nicht bekannt. Er besuchte zunächst die Schulen in seiner Heimat. Nach einem anschließenden Jurastudium und seiner Zulassung als Rechtsanwalt begann er in Savannah in seinem neuen Beruf zu arbeiten. Politisch schloss er sich der Bewegung um Andrew Jackson an und wurde Mitglied der von diesem gegründeten Demokratischen Partei. Zwischen 1828 und 1839 saß Millen mehrfach als Abgeordneter im Repräsentantenhaus von Georgia.
Bei den staatsweit abgehaltenen Kongresswahlen des Jahres 1842 wurde er als Demokrat für das vierte Abgeordnetenmandat von Georgia in das US-Repräsentantenhaus in Washington, D.C. gewählt, wo er am 4. März 1843 die Nachfolge von Roger Lawson Gamble antrat. Millen konnte aber sein Mandat nur etwa sieben Monate lang ausüben, weil er bereits am 15. Oktober desselben Jahres in Savannah starb. Sein Abgeordnetenmandat fiel nach einer Nachwahl an Duncan Lamont Clinch von der Whig Party.